# Fabrizio Moro
Fabrizio Moro, właściwie Fabrizio Mobrici (ur. 9 kwietnia 1975 w Rzymie) – włoski piosenkarz, autor tekstów i muzyk, laureat 57. i 68. edycji Festiwalu Piosenki Włoskiej w San Remo (2007, 2018), reprezentant Włoch w 63. Konkursie Piosenki Eurowizji (2018).

## Życiorys

### Kariera
Zadebiutował singlem w 1996 roku zatytułowanym Per tutta un’altra destinazione. W 2000 roku wydał swój pierwszy album Fabrizio Moro i pierwszy raz wystąpił na festiwalu w Sanremo z piosenką Un giorno senza fine. W 2004 roku wraz z gwiazdami włoskiej estrady nagrał składankę zatytułowaną Italianos para siempre. W 2005 roku wydał kolejny singel zatytułowany Ci vuole un business, z którego część dochodów przeznaczył na kampanię socjalną włoskiego czerwonego krzyża.
W 2007 roku wziął udział w 57. Festival della canzone italiana w Sanremo. Piosenką Pensa dedykowaną wszystkim ofiarom mafii, wygrał w kategorii Giovani (nagroda krytyków muzycznych). Do Pensa nakręcił też wideoklip, którego reżyserem jest Marco Risi. 1 marca 2007 Komitet Festiwalu uhonorował artystę nagrodą w kategorii Nuove Proposte (premiery) za album zatytułowany Pensa. Latem wziął udział w Mediolanie i Katanii w Festivalbar. Przebojami okazały się: w Mediolanie – Fammi sentire la voce i wersja dyskotekowa piosenki Pensa, natomiast w Katanii przebój z Festival della canzone italiana w Sanremo: Pensa.
W lutym 2018 z piosenką „Non mi avete fatto niente”, nagraną w duecie z Ermalem Metą, wygrał 68. Festiwal Piosenki Włoskiej w San Remo. W tym samym miesiącu zostali ogłoszeni reprezentantami Włoch w 63. Konkursie Piosenki Eurowizji w Lizbonie. 12 maja wystąpili w finale konkursu z ostatnim, 26. numerem startowym i zajęli piąte miejsce po zdobyciu 308 punktów w tym 249 punktów od telewidzów (3. miejsce) i 59 pkt od jurorów (17. miejsce).

## Dyskografia
Albumy
| Tytuł                  | Dane dot. albumu                                                                                   | Najwyższa pozycja | Najwyższa pozycja | Status        |
| Tytuł                  | Dane dot. albumu                                                                                   | ITA               | SWI               | Status        |
| ---------------------- | -------------------------------------------------------------------------------------------------- | ----------------- | ----------------- | ------------- |
| Fabrizio Moro          | - Data: 2000 - Wytwórnia: Casa Ricordi - Format: CD                                                | —                 | —                 |               |
| Pensa                  | - Data: 2 marca 2007 - Wytwórnia: La Ciliegia, Warner Music Group - Format: CD, digital download   | 15                | 36                | - FIMI: złoto |
| Domani                 | - Data: 29 lutego 2008 - Wytwórnia: La Ciliegia, Warner Music Group - Format: CD, digital download | 23                | 62                | - FIMI: złoto |
| Ancora Barabba         | - Data: 19 lutego 2010 - Wytwórnia: Warner Music Group - Format: CD, digital download              | 39                | —                 |               |
| L'inizio               | - Data: 30 kwietnia 2013 - Wytwórnia: Fattoria del Moro - Format: CD, digital download             | 13                | —                 |               |
| Via delle girandole 10 | - Data: 17 marca 2015 - Wytwórnia: Fattoria del Moro - Format: CD, digital download                | 10                | —                 |               |

Albumy koncertowe
| Tytuł          | Dane dot. albumu                                                                    | Najwyższa pozycja | Najwyższa pozycja |
| Tytuł          | Dane dot. albumu                                                                    | ITA               | SWI               |
| -------------- | ----------------------------------------------------------------------------------- | ----------------- | ----------------- |
| Atlantico Live | - Data: 8 listopada 2011 - Wytwórnia: Edel AG - Format: 2× CD+DVD, digital download | 40                | —                 |

EP
| Tytuł   | Dane dot. albumu                                                                      | Najwyższa pozycja | Najwyższa pozycja |
| Tytuł   | Dane dot. albumu                                                                      | ITA               | SWI               |
| ------- | ------------------------------------------------------------------------------------- | ----------------- | ----------------- |
| Barabba | - Data: 5 czerwca 2009 - Wytwórnia: Warner Music Group - Format: CD, digital download | 39                | —                 |

Single
| Rok  | Piosenka                                   | Album                        |
| ---- | ------------------------------------------ | ---------------------------- |
| 1996 | Per tutta un’altra destinazione            | Fabrizio Moro                |
| 2000 | Un giorno senza fine                       | Fabrizio Moro                |
| 2004 | Eppure pretendevi di essere chiamata amore | Ognuno ha quel che si merita |
| 2005 | Ci vuole un business                       | Ognuno ha quel che si merita |
| 2007 | Pensa                                      | Pensa                        |
| 2007 | Fammi sentire la voce                      | Pensa                        |